# 顺反组
顺反组（英語：cistrome）指的是“全基因组尺度下反式作用因子的顺式作用靶点的集合，也可以说是在体情况下转录因子结合位点或组蛋白修饰在全基因组上的位置”。“顺反组”这一术语是cistron（顺反子）和genome（基因组）的混成詞，最初由达纳-法伯癌症研究所和哈佛医学院的研究者命名。
染色质免疫沉淀等技术结合微阵列分析“ChIP-on-chip”或大规模并行DNA测序“ChIP-Seq”极大地方便了对转录因子及其它染色质相关蛋白的顺反组的定义。

## 深入阅读
- Lupien M, Eeckhoute J, Meyer CA, Wang Q, Zhang Y, Li W, Carroll JS, Liu XS, Brown M. . Cell. March 2008, 132 (6): 958–70. PMC 2323438 . PMID 18358809. doi:10.1016/j.cell.2008.01.018.
- Lupien M, Brown M. . Endocr. Relat. Cancer. June 2009, 16 (2): 381–9. PMID 19369485. doi:10.1677/ERC-09-0038.